# Sébastien Ier du Kongo
Sébastien Ier du Kongo (tué en 1670) (Ne Nvemba a Lukeni en kikongo et D. Sebastião Ier en portugais). roi à Kipangu de 1666 à 1670 prétendant au titre  manikongo du royaume du Kongo en 1670. 

## Biographie
Sébastião Ne Mvemba a Lukeni est issu du clan Kinlaza Nlaza. Dans le contexte de la période d'anarchie qui suit la mort du roi Antonio Ier il s'établit dans la montagne forteresse de Kibangu où il se déclare indépendant en 1666 du pouvoir des rois de São Salvador. En 1670 il tente de s'établir comme manikongo mais il est tué sur ordre de Paulo II da Silva, comte de Soyo et protecteur du Kanda  Kimpanzu.
De son union avec une princesse Kimpanzu il laisse trois fils qui sont considérés comme issus d'un nouveau Kanda mixte dit  « Água Rosada e Serdonia (ou Sardonia) ». Ils lui succéderont à Kibangu avant de faire valoir eux aussi leurs prétentions au titre de Manikongo.
- Garcia Nkanga a Mvemba
- Alvare Nimi a Mvemba
- Pierre Nusamu a Mvemba
- Rafael Nzinga a Mvemba, leur demi-frère sera un lieutenant de Pierre IV.

## Source
- (pt) Fernando Campos « O rei D. Pedro IV Ne Nsamu a Mbemba. A unidade do Congo », dans Africa. Revista do centro de Estudos Africanos, USP S. Paulo 18-19 (1)  1995/1996 p. 159-199 & USP S. Paulo 20-21 1997/1998 p. 305-375.